# Горња Стубица
Горња Стубица је насељено место и седиште општине у Крапинско-загорској жупанији, Хрватска. До територијалне реорганизације у Хрватској налазила се у саставу бивше велике општине Доња Стубица.

## Становништво
На попису становништва 2011. године, општина Горња Стубица је имала 5.284 становника, од чега у самој Горњој Стубици 831.

## Попис1991.
На попису становништва 1991. године, насељено место Горња Стубица је имало 846 становника, следећег националног састава:
| Попис 1991.‍  | Попис 1991.‍  | Попис 1991.‍ | Попис 1991.‍ | Попис 1991.‍ |
| ------------ | ------------ | ----------- | ----------- | ----------- |
|              |              |             |             |             |
| Хрвати       | Хрвати       |             | 830         | 98,10%      |
| Срби         | Срби         |             | 6           | 0,70%       |
| остали       | остали       |             | 2           | 0,23%       |
| неопредељени | неопредељени |             | 8           | 0,94%       |
| укупно: 846  |              |             |             |             |

## Познате личности
- Матија Губец, вођа сељачке буне.